# Lopan
De Lopan (Russisch: Лопань) is een rivier die van de oblast Belgorod in Rusland naar Charkov in Oekraïne stroomt. Daar mondt de rivier uit in de Severski Donets. De Charkov mondt in de gelijknamige stad uit in de Lopan. De MS Lastochka was van 1996 tot 2005 de enige rondvaartboot op de Charkov en Lopan.